# خوزه رامالو کاروالیو دی فریتاس
خوزه رامالو کاروالیو دی فریتاس (به پرتغالی: José Ramalho Carvalho de Freitas) هافبک اهل برزیل است که در شهر  ناتال و در تاریخ ۳ ژوئن ۱۹۸۰ به دنیا آمده‌است.
خوزه رامالو کاروالیو دی فریتاس در تیم‌های فوتبال Santo André سابقهٔ حضور دارد.